# Nokpon állomás
Nokpon (Nokbeon) állomás a szöuli metró 3-as vonalának állomása Szöul Unphjong-ku (Eunpyeong-gu) kerületében.

## Viszonylatok
| 3-as vonal                              | 3-as vonal | 3-as vonal                          |
| --------------------------------------- | ---------- | ----------------------------------- |
| Pulgvang (Bulgwang) Tehva (Daehwa) felé | fő vonal   | Hongdzse (Hongje) Ogum (Ogeum) felé |